# 武尔肯钦
武尔肯钦（德語：Wulkenzin）是德国梅克伦堡-前波美拉尼亚州的市镇，隶属于梅克伦堡湖区县。总面积为21.59平方千米，截至2023年12月31日总人口为1,533人。